# Bertrand Blanchard Acosta
Pour les articles homonymes, voir Blanchard.
Bertrand Blanchard, dit Bert Acosta, est un aviateur américain connu pour ses frasques, son exploit lors d'une traversée de l'Atlantique Nord un mois après Charles Lindbergh mais également pour avoir participé à la guerre civile espagnole au sein du Yankee Squadron.

## Biographie
Bert Acosta est né le 1er janvier 1895 à San Diego, en Californie.
Le 3 novembre 1921, Bert Acosta s'adjuge le Trophée Pulitzer à Omaha à bord d'un Curtiss Navy Racer loué auprès du constructeur. Doté d'un moteur Curtiss de 400 ch, il réalise une moyenne de 284 km/h sur un parcours de 247 km et bat par la même occasion le record mondial de vitesse. L'année précédente, en novembre 1920, le Trophée Pulitzer lui avait échappé de peu puisqu'il avait fini 3e sur le podium, derrière Harold E. Hartney et Corliss Moseley, le gagnant de l'édition.
Formant équipage avec Clarence Chamberlin sur le Bellanca 15 baptisé Miss Columbia, Bert Acosta porte, le 12 avril 1927, le record de durée de vol à 51 h 11 min 25 s.
Alors qu'une intense compétition règne en cette année 1927 pour devenir le premier à réaliser la traversée de l'Atlantique Nord, Richard Byrd, le héros du Pôle rassemble un équipage expérimenté composé de Bert Acosta, de Bernt Balchen et de George O'Noville, opérateur radio. L'avion est un Fokker F.VII-3m trimoteur baptisé America qui comprend une cabine avec des couchettes, un équipement médical complet, des provisions pour plusieurs jours et un canot pneumatique. Décollant de New York le 29 juin 1927, après l'exploit de Charles Lindbergh, l'appareil est contraint à un amerrissage forcé près de la côte de Ver-sur-Mer dans le Calvados le 1er juillet 1927. Les hommes ont accompli un vol de 5 600 km en 46 h 06 min. Il s'agissait de la 6e tentative de traversée de l'Atlantique Nord en 1927,,.